# Abrasion (géologie)
Pour les articles homonymes, voir Abrasion.

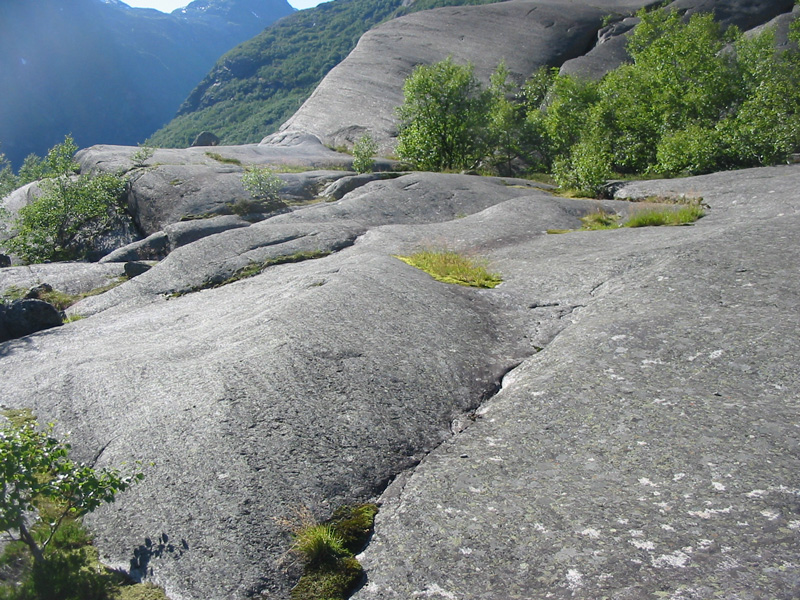
Roche abrasée par un glacier en Norvège près du glacier de Jostedalsbreen.

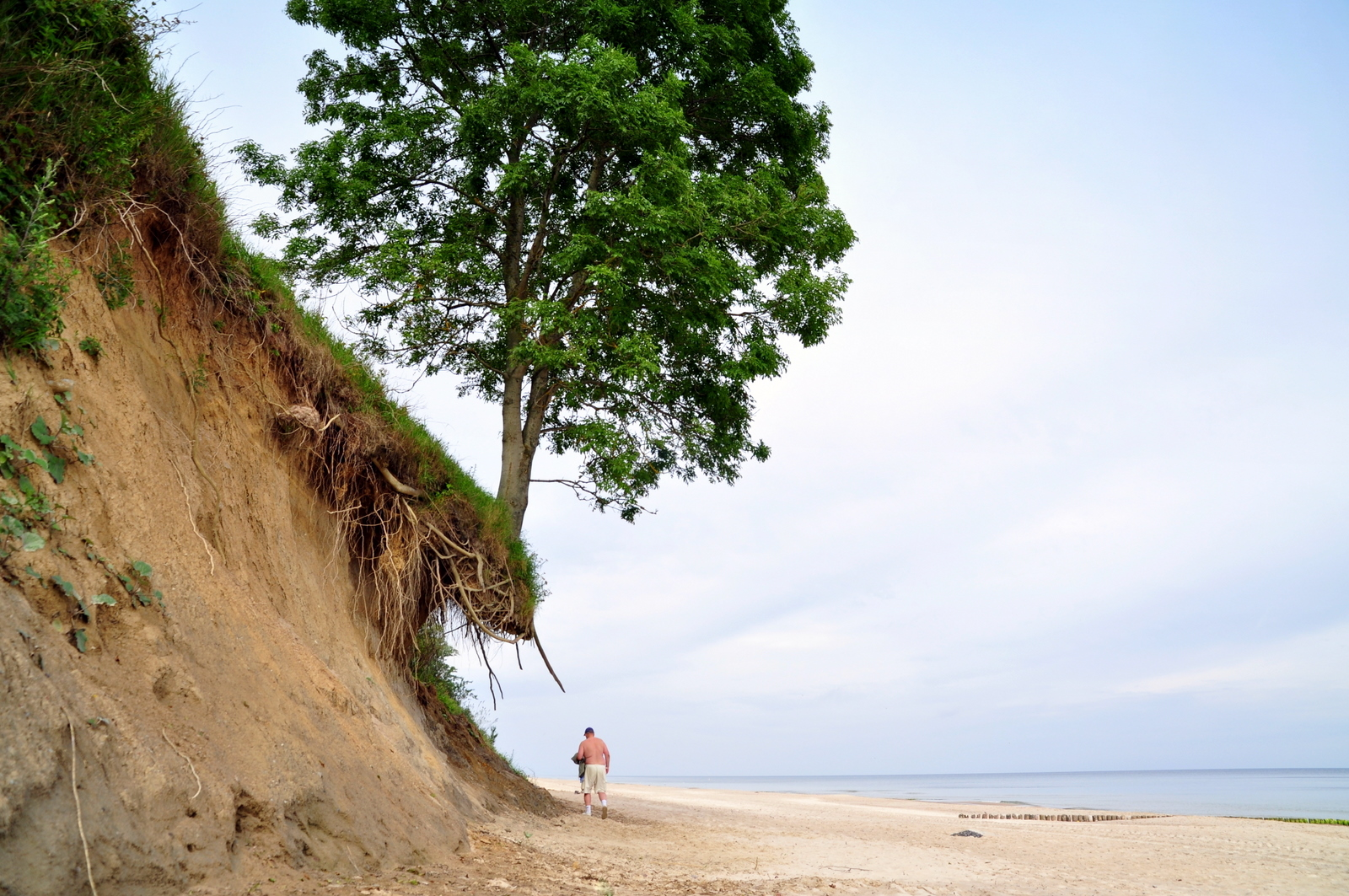
Côte polonaise de la mer Baltique.

L’abrasion est un processus d’érosion mécanique causé par le frottement des matériaux transportés par des agents naturels tels que le vent, l’eau ou la glace. Ce phénomène contribue à la modification et au façonnement des paysages en usant progressivement les surfaces rocheuses.

## Mécanismes de l'abrasion
L'abrasion peut être provoquée par différents agents d’érosion :
- L’abrasion éolienne (ou corrasion) résulte de l’action du vent transportant des particules de sable et de poussière, qui frappent et polissent les roches exposées. Ce processus est particulièrement actif dans les environnements désertiques, où il peut sculpter des formes caractéristiques comme les yardangs ou les champignons rocheux.
- L’abrasion hydrique est causée par les particules solides en suspension dans l’eau, qui érodent les berges des rivières, les littoraux et les fonds marins. Elle se manifeste notamment par le charriage des galets dans les cours d’eau ou l’action des vagues sur les falaises côtières, pouvant conduire à la formation d’arches et d’amphithéâtres marins.
- L’abrasion glaciaire se produit sous l’effet du déplacement des glaciers, dont la base contient des fragments rocheux qui frottent contre le substrat, entraînant une usure caractéristique du relief. Ce processus forme des striations glaciaires, des roches moutonnées et contribue à l’élargissement des vallées en forme de U.

## Conséquences et impacts
L’abrasion joue un rôle fondamental dans l'évolution des paysages en participant au cycle de l’érosion et de la sédimentation. Elle contribue à la formation des sols, à la réduction des reliefs et à la redistribution des sédiments dans divers milieux naturels. Ce processus peut également avoir des effets anthropiques, notamment sur les infrastructures côtières et les monuments exposés aux vents chargés de particules abrasives.